# ميس زنكري
ميس زنكري (الاسم العلمي:Celtis zenkeri) هو نوع من النباتات يتبع جنس الميس من الفصيلة القنبية.